# Шоу, Лесли Мортимер
Лесли Мортимер Шоу (англ. Leslie Mortimer Shaw; 2 ноября 1848 — 28 марта 1932) — американский политик, предприниматель, 17-й губернатор Айовы и 43-й министр финансов США.

## Биография
Шоу родился в Морристауне, штат Вермонт, в семье фермера. Получил степень в Корнеллском колледже в Маунт-Верноне (штат Айова). С 1874 по 1876 год изучал право на юридическом факультете Айовскогоо университета в Де-Мойне (Айова). Затем был принят в коллегию адвокатов в Дэнисоне, Айова, где Шоу позже основал местный банк.
Свою политическую карьеру Шоу начал в 1897 году с победой на выборах губернатора Айовы. На этом посту он находился в течение двух сроков, с 13 января 1898 по 16 января 1902 года. 1 февраля 1902 года президент Теодор Рузвельт назначил Лесли Шоу на пост министра финансов США. Это назначение было сделано отчасти из-за пропаганды Шоу золотого стандарта, а также из-за его поддержки Рузвельта на президентских выборах 1900 года. 4 марта 1907 года на этом посту Лесли сменил Джордж Кортелью.
В 1908 году Шоу баллотировался в президенты от Республиканской партии, но проиграл выборы Уильяму Тафту. Умер Лесли Шоу 28 марта 1932 года в Вашингтоне, был похоронен на кладбище Оклэнд в Дэнисоне, Айова.